# Alharilla
Alharilla es una entidad de población española del municipio de Porcuna, perteneciente a la provincia de Jaén, en la comunidad autónoma de Andalucía.

## Historia
A fecha de 31 de diciembre de 1887, el lugar, un caserío perteneciente a Porcuna, tenía contabilizada una población de hecho de 30 habitantes. En 2022, la entidad singular de población tenía empadronados 23 habitantes.

## Patrimonio
En la localidad se encuentra el santuario de Nuestra Señora de Alharilla.